# EA Mobile
EA Mobile Inc. è un'azienda americana che si occupa dello sviluppo di videogiochi per casa editrice Electronic Arts (EA).
L'attività principale dello studio è la produzione di giochi per telefoni cellulari. Ha anche prodotto altri software per l'intrattenimento come le suonerie per i dispositivi mobili, nonché giochi per altre piattaforme come PDA e PC. EA Mobile produce giochi per un'ampia varietà di generi, come giochi di combattimento, puzzle e sportivi.
I loro prodotti più conosciuti e giocati fino ad oggi sono videogiochi come The Sims, Need for Speed e FIFA, nonché una conversione mobile del noto puzzle Bejeweled, una conversione per Pocket PC del gioco per PC Worms World Party e i giochi di marchio NFL, NBA, e MLB, oltre a detenere la licenza per le versioni mobili di Tetris e vari giochi Monopoly. Hanno relazioni con tutti i principali vettori di servizi wireless nordamericani, come Sprint, Verizon e AT&T, nonché con molti piccoli vettori nordamericani e alcuni dei principali vettori europei e asiatici. Hanno sedi con uffici a Los Angeles, Montreal, Londra, Tokyo, Hyderabad, Honolulu, Bucarest e San Paolo.
In qualità di casa editrice nel settore dei videogiochi wireless, il servizio principale di EA Mobile è quello di collegare gli sviluppatori di videogiochi, che generalmente sviluppano i giochi dall'idea al software giocabile, con fornitori di servizi di telecomunicazioni wireless o "vettori", che vendono i giochi ai propri clienti. A tal fine, mantengono stretti i rapporti con le principali società di entrambi i gruppi. Inoltre, creano, acquistano e gestiscono librerie software proprietarie per aiutare gli sviluppatori con i quali intrattengono rapporti di lavoro, è una pratica comune tra gli editori di giochi elettronici. Fanno anche la maggior parte del lavoro per quanto riguarda l'assicurazione della qualità dei loro giochi.

## Storia
EA Mobile è stata fondata nel 2004 da un gruppo di veterani della società EA. Il gruppo è stato formato e guidato da John Batter (direttore generale) ed era formato da Linda Chaplin (capo delle vendite statunitensi), Lincoln Wallen (CTO), John Burn (responsabile delle vendite europee), Jay Miller (vendite negli Stati Uniti) e Mike McCabe (responsabile delle vendite asiatiche). EA Mobile ha lanciato la divisione e i prodotti contemporaneamente negli Stati Uniti, in Europa e in Asia.
Nel 2006, EA Mobile ha ampliato la propria presenza acquisendo JAMDAT Mobile. JAMDAT è stata fondata da Scott Lahman e Zack Norman, due ex dirigenti Activision, e da Austin Murray nel marzo 2000. nel novembre dello stesso anno si unì a loro Mitch Lasky (anche lui aveva lavorato in Activision) e divenne l'amministratore delegato di JAMDAT. JAMDAT è divenuto pubblico alla fine del 2004.
Il 9 dicembre 2005 è stato annunciato che JAMDAT sarebbe stata acquistata da Electronic Arts per US $ 680 milioni di dollari. L'acquisizione è avvenuta il 14 febbraio 2006 e il nome JAMDAT è stato abolito.
L'8 agosto 2007 è stato annunciato che Barry Cottle sarebbe diventato il nuovo Vicepresidente Senior e direttore generale.
Nell'ottobre 2010, EA Mobile ha annunciato l'acquisizione dell'azienda inglese produttrice di giochi per iPhone e iPad "Chillingo" per 20 milioni di dollari in contanti.
Nel luglio 2015, Samantha Ryan è diventata la nuova Senior Vice President e direttore generale di EA Mobile in sostituzione di Frank Gibeau.
Al 2017, EA Mobile ha un fatturato annuo che supera quasi $ 700 milioni e conta circa 800 dipendenti